# Albertine Sarrazin
Albertine Sarrazin, die ook de familienamen Damien en Renoux heeft gedragen (Algiers, 17 september 1937 – Montpellier, 10 juli 1967) was een Frans schrijver. In haar korte maar bewogen leven publiceerde ze drie romans, waarvan L'Astragale de bekendste is. Postuum verschenen nog gedichten, brieven, dagboeknotities en novellen.

## Leven
Albertine kwam als pasgeborene terecht bij de openbare onderstand van Algiers, toen behorend tot Frans-Algerije. Ze gaven de vondeling de familienaam Damien en plaatsten haar in een weeshuis. Na achttien maanden werd ze geadopteerd door het oudere echtpaar Renoux. Mevrouw Renoux had een onvervulde kinderwens; haar man was kolonel en directeur van het militair hospitaal. Toen de adoptie in 1941 definitief werd, kreeg Albertine de naam Anne-Marie Renoux.  
In 1947 verhuisde het gezin naar het Zuid-Franse Aix-en-Provence. Ze was toen tien jaar oud en werd tijdens een vakantie verkracht door iemand van haar stieffamilie. Met haar autoritaire vader verliepen de relaties zeer stroef. Tijdens een ruzie kwam ze te weten dat ze niet zijn biologisch kind was. Nadat ze enkele keren was weggelopen van huis, liet Renoux haar plaatsen in een gesloten internaat van de Bon-Pasteur-congregatie in Marseille. Eind 1952 werd ze er onder politiebegeleiding heengevoerd. Acht maanden later ontsnapte ze uit de strenge instelling, waar ze geacht was tot haar 21e te verblijven.
Als vijftienjarige liftte ze naar Parijs. Na enkele maanden van straatdiefstal en prostitutie werd ze in december 1953 vervoegd door Émilienne Gueguen, een vriendin uit de Bon-Pasteur. Ze werden geliefden en beraamden een overval op de kledingwinkel Les Robes de Claude in de rue MacMahon. Albertine ging haar stiefvaders dienstpistool stelen en Émilienne schoot er de winkeluitbaatster mee in de schouder, toen die weigerde de kassa te overhandigen. Ze gingen aan de haal met alleen wat kleren en werden een paar dagen later gearresteerd in hun appartement. In afwachting van het proces werden ze opgesloten in de vrouwengevangenis van Fresnes. Hoewel minderjarig, kregen ze lange vrijheidsstraffen. Aan Albertine gaf het Cour d'assises des mineurs zeven jaar. 

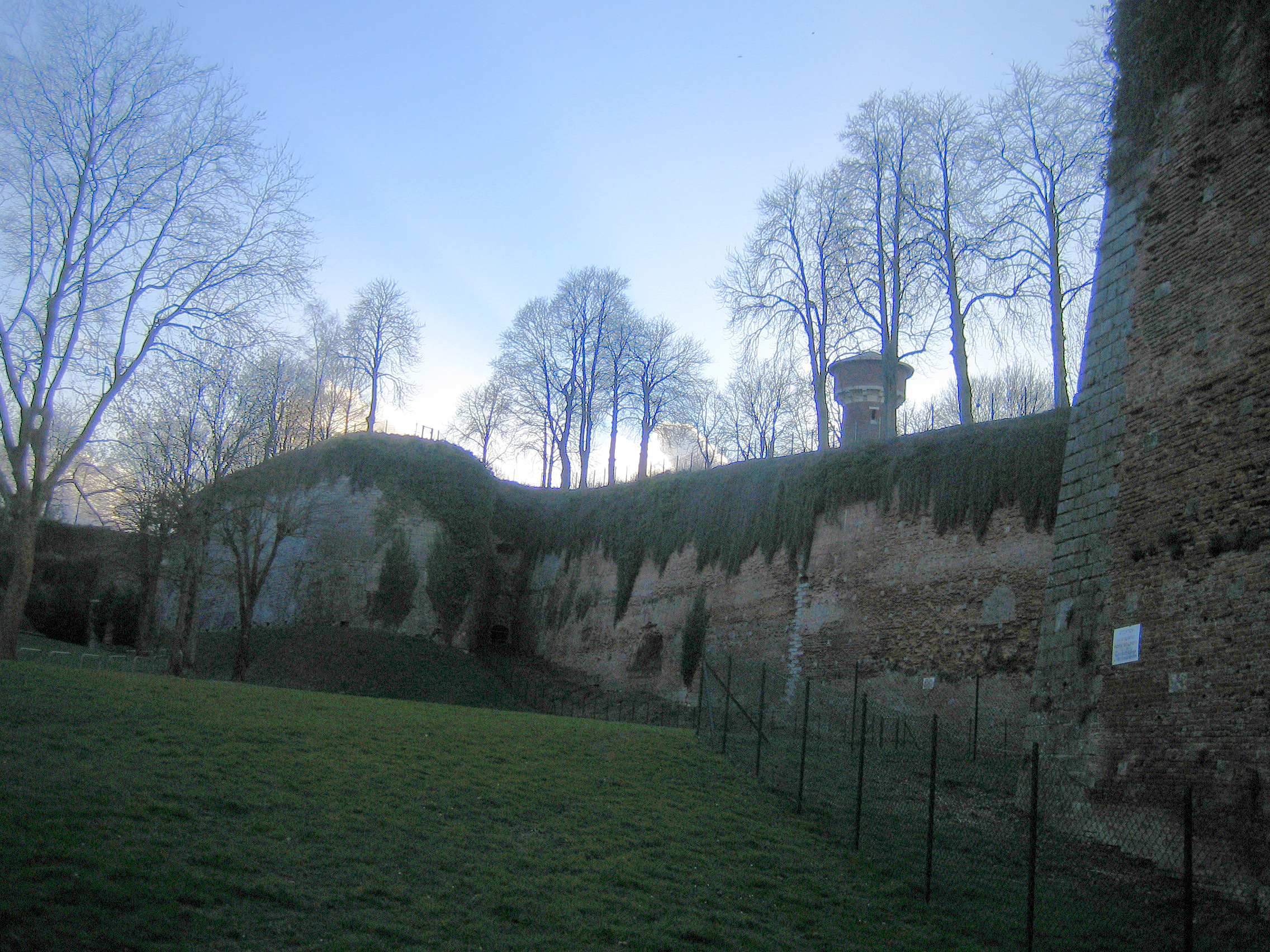
Muren van de citadel van Doullens

Voor de strafuitvoering werd ze overgebracht naar de gevangenis-school in de citadel van Doullens. Ze vluchtte er op 19 april 1957 weg door van een tien meter hoge muur te springen. Dat resulteerde in een omgeslagen enkel en een gebroken astragalus in haar voet, zodat ze alleen nog kon kruipen. Niettemin slaagde haar vlucht doordat een zekere Julien Sarrazin – een inbreker – zijn auto stopte en haar meenam. Het was het begin van een diepe liefde. Ze trouwden op 7 februari 1959 in Amiens. Bij die gelegenheid vernam ze dat haar officiële naam niet langer Anne-Marie Renoux was, omdat haar ouders de adoptie eenzijdig hadden laten herroepen. Voortaan heette ze Albertine Sarrazin.
Het huwelijk had plaatsgevonden onder politiebewaking omdat Albertine alweer een gevangenisstraf uitzat. Ook Julien was een kleine crimineel die regelmatig in de gevangenis belandde. De periodes dat ze samen op vrije voeten waren, duurden nooit lang. Na haar ontsnapping in 1957 had hij haar verzorgd en onderduikadressen verschaft, tot hij in maart 1958 zelf werd opgesloten in de gevangenis van Boulogne-sur-Mer. Albertine nam weer haar toevlucht tot sekswerk en kreeg wat hulp van haar klant Maurice Bouvier. Dan werd ze alsnog gevat. Ze moest haar straf verder uitzitten en liep een nieuwe veroordeling op voor diefstal en schriftvervalsing. In de gevangenis van Amiens begon ze de autobiografische romans te schrijven die haar beroemd zouden maken. 
Elf jaar na haar eerste kennismaking met de gevangenis kwam Sarrazin op 9 augustus 1964 vrij. Ze ging met Julien wonen bij Bouvier in de Cevennen en daarna in een huurappartement in Montpellier. Haar manuscripten waren geaccepteerd door Jean-Pierre Castelnau, literair directeur van de Éditions Jean-Jacques Pauvert. Ze verschenen allebei in oktober 1965 onder de titels La cavale en L'Astragale. Het succes was onmiddellijk. Het volgende jaar had ze een nieuwe roman klaar, La traversière. Diverse verfilmingen stonden in de steigers en van haar royalty's kon ze een huisje kopen aan de voet van de Pic Saint-Loup. Maar haar gezondheid verslechterde en ze diende een nieroperatie te ondergaan, die fout liep. Ze stierf in de Clinique Saint-Roch, nog geen dertig jaar oud. Julien kreeg de chirurg en de anesthesist na een lang proces veroordeeld voor onvrijwillige doodslag.

## Werk
Na haar dood verschenen tot 1976 regelmatig nieuwe geschriften van Sarrazin (gedichten, brieven, dagboeknotities, novellen). Vooral haar drie romans blijven een publiek vinden. Het zijn autobiografische romans waarin ze telkens een ander alter ego opvoert: 'Anne' in L'Astragale, 'Anick' in La cavale en 'Albe' in La traversière. Het is geen trilogie, maar er zijn voldoende verbanden tussen de boeken om van een geheel te kunnen spreken. Narratief vormt L'Astragale het begin, over haar ontsnapping en haar ontmoeting met Julien ('Zizi'). Daarna volgt La cavale over het gevangenisleven. Aan dit boek is ze eerst beginnen schrijven (in 1961). In La traversière wacht de hoofdpersoon op de vrijlating van haar geliefde en verwerkt ze jeugdherinneringen.
De stijl van Sarrazin wordt beschreven als authentiek, rauw en direct, maar ook als licht-humoristisch en ironisch. Ze wisselt lyrische passages af met het register van de straat, een "stoere taal gemarineerd in Gauloises en cognac". Patti Smith ontwaart in haar stijl een combinatie van de "highbrow poet" met "detective deadpan". Om compositie lijkt ze zich nauwelijks te bekommeren: koortsig en hoekig stuitert het verhaal voort. Zonder pudeur schrijft ze over haar diefstallen, lesbische affaires en sekswerk. Levensdrift en wanhoop gaan bij haar hand in hand. Dimitri Verhulst noemde haar zijn "zusje in de letteren", een "instellingskind, junk, hoer, klein crapuul, met een ziel stampvol poëzie", iemand die erin slaagde "de schoonheid uit de vuilniszak [...] te halen". Ook voor Patti Smith is Sarrazin een model sinds ze haar werk leerde kennen in 1968. In haar voorwoord bij een Engelse heruitgave van L'Astragale vergeleek ze haar met "een staaf dynamiet, die misschien niet doodt als zou ontploffen, maar die zeker verminkt."

## Publicaties
- 1965: La cavale (bekroond met de Prix des quatre juries)[9]
- 1965: L'Astragale (Het sprongbeen, vert. Nelleke van Maaren, 2013)
- 1966: La traversière
- 1969: Romans, lettres et poèmes
- 1969: Poèmes
- 1971: Lettres à Julien (1958-1960)
- 1972: Le Times. Journal de prison 1959
- 1973: La crèche (bevat de novellen La crèche, Bibiche, L'Affaire St. Jus en Le laveur)
- 1974: Lettres de la vie littéraire (1965-1967)
- 1976: Journal de Fresnes. Le passe-peine (1949-1967)
- 1976: Biftons de prison